# US 스틸
US 스틸(U.S. Steel, United States Steel Corporation, NYSE:X )는 미국과 중부 유럽에 생산 거점을 가진 종합 제철 회사이다. 2010년 조강 생산량은 세계 13위이다. US 스틸은 1991년에 USX 코퍼레이션(USX Corporation)로 개명했지만, 2001년에 다시 US 스틸로 개칭했다.

## 역사
JP 모건과 앨버트 H. 게리는 연방 철강 회사의 주식을 보유하고 있었다. 그 회사와 앤드류 카네기가 보유하고 있던 철강 회사의 합병으로 1901년 2월 25일, 펜실베이니아주 피츠버그에서 US 스틸이 설립되었다.
1901년에는 US 스틸이 철강 생산의 2/3를 차지했다. 1911년에 연방 정부는 US 스틸을 해체하기 위해 연방법의 반독점법을 적용하는 것을 시도했지만, 그 노력은 결국 실패했다. 당시 US 스틸은 미국에서 생산 된 모든 철강의 67%를 생산하고 있었다. 그 후, US 스틸은 원래 초대 사장 찰스 M. 슈와브(Charles Michael Schwab)가 운영하는 베들레헴 스틸(Bethlehem Steel)과 같은 경쟁업체에 기술 혁신에 뒤져서 US 스틸의 시장 점유율은 1911년경에는 50%까지 감소했다.
US 스틸의 생산량은 1953년에 3500만톤 이상이었다. 당시 340,000명 이상의 직원이 있었으며, 고용자수는 1943년 제2차 세계대전 중에서도 최대였다. 2000년 현재 약 52,500명의 직원을 고용하고 있다.
1951년 해리 S. 트루먼 대통령은 미국 철강 노조에 의한 위기를 해결하기 위해 그 제강 공장을 인수하는 것을 시도했다. 대법원은 대통령에게 헌법상의 권한이 없다고 판결함으로써 인수를 무효화 시켰다. 존 F. 케네디 대통령은 인플레이션에 위기감을 가지고 가격 상승을 억제하기 위해 철강업계를 압박했다. 연방정부는 US 스틸이 1984년에 내셔널 스틸을 인수하는 것을 막았다. 또한 의회에서의 정치적 압력으로, US 스틸은 브리티시 스틸에서 슬래브를 수입할 계획을 포기할 수 밖에 없었다.
1982년에 마라톤 오일(Marathon Oil)도 인수했으며, 1985년에는 텍사스 오일 앤 가스(Texas Oil & Gas)를 인수했다. 20세기 말에는 그 에너지 사업에서 매출과 순익을 많이 얻고 있었지만, 2001년 10월 트란스타 이외의 비철강 자산을 매각했다. 다만, 이러한 석유 개발 사업에 사용하는 강관 등 철강은 지금도 수익원이 되고 있다.
2003년에 구 NKK의 산하였던 내셔널 스틸(National Steel Company)이 파산한 후 회사의 자산을 인수했다.
2023년 12월에 약 140억 달러에 일본제철에 매각되었다. 현재의 이름은 유지하며 본사도 피츠버그에 둔다고 발표되었다.
이 발표 후, 비판이 정치권에서 일어났는데, 철강노조를 포함하여 그당시 현대통령이던 조 바이든은 이 회사가 미국 소유여야 한다며 2024년 3월 14일, 행정권을 발동해 이 계약을 무산시킬 것이라고 발표하였다.
2024년, 일본제철은 US 스틸의 인수를 로비하기위해 마이크 폼페이오를 고용하였다.